# Rúbrica

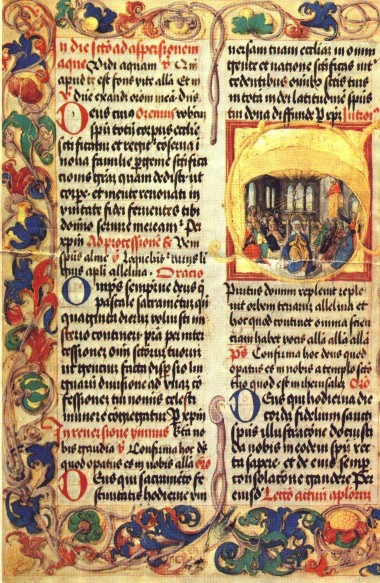
Rubriques en un gradual il·luminat de ca. 1500

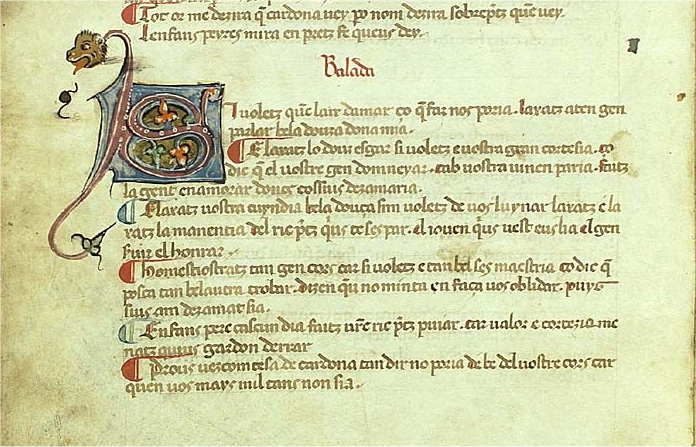
Balada de Cerverí de Girona en el Cançoner Gil (fol. 34v), amb la rúbrica que indica "Balada" encapçalant la poesia

Una rúbrica és un mot o part de text que està escrit o imprès en vermell per donar-li èmfasi. El mot deriva del llatí RUBRICA, que significa ocre vermell o creta vermella (al seu torn, RUBRICA és un derivat del llatí RUBER 'el color roig') i prové de les indicacions que es feien en els manuscrits medievals del segle xiii o anteriors. En aquests manuscrits, es feien servir lletres vermelles per marcar les majúscules inicials (per exemple, en els salms), els encapçalaments de capítols o seccions, o els noms importants. La còpia de les rúbriques és el procés que es coneix com a rubricació i el feia un escriba diferent, més endavant en el procés d'elaboració del manuscrit, un cop el text estava copiat. Tot i que el color vermell és el més usual, a l'edat mitjana tardana es van fer servir altres colors, però es va conservar el nom.
Després de la invenció de la impremta, en els primers temps es mantingué el costum de rubricar els impresos, però després la pràctica d'incloure rúbriques en vermell va ser substituïda per altres tipus, ja que feia molt més car el procés: negretes, cursives o diferents mides de lletra.

## Extensió del significat

### Instruccions litúrgiques
Els missals contenien instruccions per al celebrant explicant què havia de fer durant la litúrgia. Aquestes instruccions també eren rubricades i els textos que havien de ser pronunciats escrits en negre. D'aquí el significat "Regla que ensenya la pràctica de les cerimònies de l'Església" (DIEC).

### Altres ampliacions de significat
A partir del significat inicial, el mot ha passat a designar els títols o epígrafs dels capítols o seccions d'un llibre, també els índexs, o també els capítols i seccions mateixos. Finalment també designa el traç o conjunt de traços que s'afegeix a la signatura al nom del signant (DIEC).
En l'àmbit de la salut, aquest sentit s'ha especialitzat per a referir-se a l'encapçalament destacat tipogràficament que assenyala les diferents entrades d'un repertori i que correspon generalment a un símptoma o a una malaltia i inclou els remeis que els guareixen o produeixen.
Actualment s'utilitza l'expressió Rúbrica d'avaluació per als documents usats en els processos d'avaluació.